# A-7高速公路 (西班牙)
A-7高速公路（西班牙語：Autovía A-7），又稱地中海高速公路（Autovia del Mediterráneo），俗稱海岸／自治區政府公路（Carretera de la Costa/Carretera General），是一條連接西班牙第二大城市巴塞隆納和南部阿爾赫西拉斯的高速公路，全長1,300公里。
中間經過塔拉戈納、華倫西亞、阿利坎特、穆爾西亞、馬拉加等大城市。是歐洲E15公路 的一部份。